# Go-on
Go-on (呉音, littéralement « prononciation wu ») est la prononciation originaire de la famille des langues wu (parlées à Shanghaï, ainsi que dans les provinces du Jiangsu et Zhejiang) dans la prononciation phonétique on'yomi (音読み) des caractères chinois kanjis (漢字) en japonais. Elle se distingue de la prononciation kan-on (漢音, littéralement « prononciation han »), provenant de celle de la dynastie Tang ayant introduit l'écriture au Japon, et de la prononciation tō-on (唐音, littéralement « prononciation tang ») importée des prononciations des dynasties Song et Ming.
L'autre famille de prononciation des kanjis est la prononciation kun'yomi (訓読み, « prononciation sémantique ») dont la sémantique chinoise est conservée, mais la prononciation d'origine japonaise est utilisée.